# Lammassaari (ö i Kuhmois, Pitkävesi)
Lammassaari är en ö i Finland. Den ligger i sjön Honkanen och i kommunen Kuhmois i den ekonomiska regionen  Jämsä  och landskapet Mellersta Finland, i den södra delen av landet, 160 km norr om huvudstaden Helsingfors. Öns area är 0,8 hektar och dess största längd är 130 meter i nord-sydlig riktning.